# Eyes on You (EP de Got7)
Eyes on You é o oitavo EP do grupo masculino sul-coreano Got7. Foi lançado pela JYP Entertainment e pela Iriver Inc em 12 de março de 2018. Como seus outros álbuns, os membros também participaram da co-composição e co-produção das músicas com a ajuda de outros produtores, incluindo Mirror BOY, D.ham, Munhan Mirror. Contém sete músicas, incluindo os singles "Look" e "One and Only You", com participação de Hyolyn.

## Lista de músicas
| N.º            | Título                          | Letras                                        | Música                                                                   | Arranjo                                          | Duração |  |
| 1.             | "One and Only You" (com Hyolyn) | Defsoul(JB)                                   | Shim Eunji, Albin Nordqvist, Louise Frick Sveen, Fredrik "Figge" Boström | Albin Nordqvist                                  | 3:20    |  |
| 2.             | "Look"                          | Defsoul(JB), Mirror BOY, D.ham, Munhan Mirror | Defsoul(JB), Mirror BOY, D.ham, Munhan Mirror                            | Mirror BOY, D.ham, Munhan Mirror, Lee Sang Chull | 3:14    |  |
| 3.             | "The Reason"                    | BamBam & Lee Ha-jin                           | BamBam & Images                                                          | BamBam & Images                                  | 3:39    |  |
| 4.             | "Hesitate" (망설이다)           | AMIllO & Ars (Youngjae)                       | 5S, AMIllO & Ars (Youngjae)                                              | 5S, Honggom & Ryan IM                            | 3:05    |  |
| 5.             | "Us" (우리)                     | Samuel Ku & Yugyeom                           | EFFN & Yugyeom                                                           | Heth & EFFN                                      | 3:16    |  |
| 6.             | "Thank You" (고마워)            | Jinyoung                                      | Stephen Langstaff, Charlie Tenku, Matthew Weedon, Distract & Jinyoung    | Charlie Tenku                                    | 3:46    |  |
| Duração total: | Duração total:                  | Duração total:                                | Duração total:                                                           | Duração total:                                   | 20:20   |  |

| Edição física  |                       |                                |                                  |         |  |
| N.º            | Título                | Música                         | Arranjo                          | Duração |  |
| 7.             | "Look" (Instrumental) | Defsoul(JB), Mirror BOY, D.ham | Mirror BOY, D.ham, Munhan Mirror | 3:14    |  |
| Duração total: | Duração total:        | Duração total:                 | Duração total:                   | 23:34   |  |

## Paradas musicais
| Parada (2018)                     | Posição |
| --------------------------------- | ------- |
| French Download Albums (SNEP)     | 62      |
| NZ Heatseeker Albums (RMNZ)       | 4       |
| South Korean Albums (Gaon)        | 1       |
| United Kingdom Download (OCC)     | 43      |
| US World Albums (Billboard)       | 2       |
| US Heatseekers Albums (Billboard) | 2       |

| Parada (2018)              | Posição |
| -------------------------- | ------- |
| South Korean Albums (Gaon) | 12      |

### Singles
| Parada             | Posição |
| ------------------ | ------- |
| Gaon Singles chart | 15      |

| Parada             | Posição |
| ------------------ | ------- |
| Gaon Singles chart | 76      |

## Prêmios

### Programas de música
| Canção | Programa         | Data                | Ref.   |
| ------ | ---------------- | ------------------- | ------ |
| "Look" | Music Bank (KBS) | 23 de Março de 2018 | [ 15 ] |

## Histórico de lançamento
| País          | Data                | Formato             | Gravadora                    | Ref.   |
| ------------- | ------------------- | ------------------- | ---------------------------- | ------ |
| Coreia do Sul | 12 de Março de 2018 | CD Download digital | JYP Entertainment iriver Inc | [ 16 ] |
| Mundialmente  | 12 de Março de 2018 | Download digital    | JYP Entertainment iriver Inc | [ 17 ] |